# Iglesia de San Salvador (Corujo)
La Iglesia de San Salvador de Coruxo es un templo cristiano que se encuentra en la parroquia de Coruxo, en el Val del Fragoso, en el ayuntamiento de Vigo, a cuatro kilómetros del casco urbano de la ciudad. Data del siglo XII, siendo hasta el siglo XIV un monasterio propiedad de la Orden de San Benito dependiente de Celanova, convirtiéndose después en un iglesia parroquial.

## Historia
Se construyó en el siglo XII como iglesia monástica donde moraba un grupo de monjes benedictinos, aunque de esta época no se conserva ningún vestigio. En el año 1142 este monasterio pasó a pertenecer a la orden de San Benito de Celanova en Orense por concesión del Alfonso VII Rey de León. Las crónicas de la época dicen que el abad de Celanova Pelayo I, huyendo de la persecución de Doña Elvira (hija de la reina [Sancha de León] y del rey consorte Fernando I de León, y hermano del rey García de Galicia), se retiró al cenobio de San Esteban situado en la isla de Corujo (Toralla). Los estudios realizados demuestran que en realidad no se trataba de un monasterio en Toralla, si no del monasterio de San Esteban que se encuentra en la isla del Medio o de Faro, en el archipiélago de las islas Cíes. En el año 1152 el rey Alfonso VII de León le concedió al monasterio el privilegios de couto, le donó además el eremitorio de San Esteban y la isla donde este se encontraba, dependientes del de Celanova. Por el año 1378 el obispo de Tuy permutó con el monasterio de Celanova la iglesia de Santa María Magdalena de Ribadavia por el monasterio de Corujo y la isla de San Esteban, con el cenobio que esta acogía. En el siglo XIV se convierte finalmente en la iglesia parroquial que es en la actualidad.

## Estilo y arquitectura
La iglesia está construida con muros de cantería de granito gallego, con cubierta de teja. Tiene planta basilical de cruz latina con tres naves y tres ábsides semicirculares, siendo el central más ancho y elevado (una soa nave con otra de transepto y tres capillas absidiales en la testera con un tramo recto que las une a la nave; el ábside sur perdió la cornisa en el tramo recto). El estilo original era románico, aunque después de numerosas reformas, perdió muchos de los elementos originales, conservando algunos modillones y tres ábsides semicirculares, aunque las grandes ventanas del central fueron tapiadas, perdiéndose los elementos decorativos. Sin embargo, se abrieron otras dos ventanas, una a cada lado del presbiterio, para darle más luz, aunque no se encuadran dentro del estilo que predomina en el conjunto. En los laterales se conservan las viejas bufardas, aunque las que están al lado del evangelio perdieron los fustes de las pequeñas columnas. Una y otra están también ciegas. Bajo el tejado hay una cornisa en la que están colocados unos canecillos iguales en tamaño aunque de dibujo diferente. Sobresalen los detalles figurativos contenidos en los capiteles de las jambas, los canzorros y la pureza de líneas arquitectónicas. En el centro se abre una almena de arco semicircular con sobremarco de billetes y arquivolta baquetonada. Las arquivoltas apoyan sobre una imposta que descansa sobre dos columnas en cuyos chapiteles aparecen dos figuras humanas desnudas brazos en hierro, que por el deterioro no es sencillo la identificación, aunque puede deducirse que son Adán y Eva. Los baseamientos de las columnas son de perfil ático con garras. El ábside central es más alto y largo que los laterales y de mayor sencillez. Sus vanos no tienen ni arquivoltas ni columnas, solo una abertura semicircular abocinada. El ábside septentrional tiene un vano abocinado semejante a la de su homóloga del sur. Aunque, en este caso las columnas carecen de baseamientos y fustes, conservándose únicamente los capiteles con decoración vegetal. Todos ellos cuentan con canecillos de variado remate: proa, dientes de sierra, boceles transversales, etc.
El interior destaca por los ábsides, todos con la misma estructura: bóveda de cuarto de esfera que descansa sobre imposta que, a su vez, divide los ábsides en dos cuerpos verticales. Pequeña setera mu sencilla sobre columnas con capiteles vegetales en cada uno de los ábsides laterales. La central se ilumina con tres ventanas de semjante forma que las anteriores. En el transepto, bóvedas de arista cuyos nervios poseen un florón decorando en el centro, descansan sobre pilares cruciformes que comunican con los ábsides y sobre impostas apoyadas en ménsulas en el extremo que comunica con la nave.
En el atrio hay un crucero, una vieja fuente, el busto del párroco José Rivas González que falleció en 1973, y un viejo y sencillo olivo, cuyo estado sanitario no es muy bueno en los últimos años. Era común en Galicia plantar en los atrios de las iglesias alguna especie perennifolia (normalmente olivos o tejos) como señal de vida eterna.
Junto a las iglesias de Santa María de Castrelos y la de Santiago de Bembrive, el templo románico de Coruxo es uno de los mejor conservados de Vigo.

## Galería de imágenes

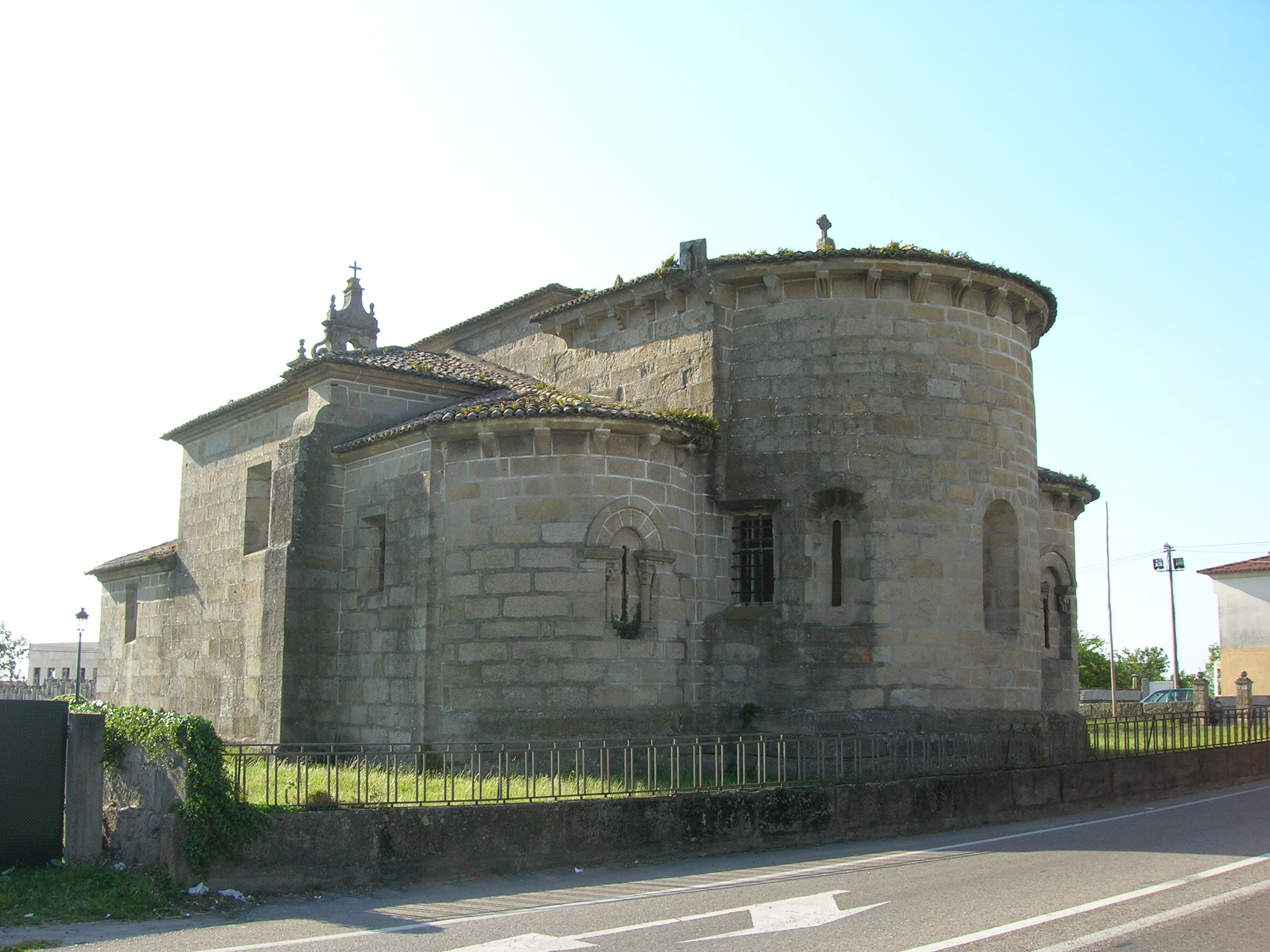
Vista del ábside.
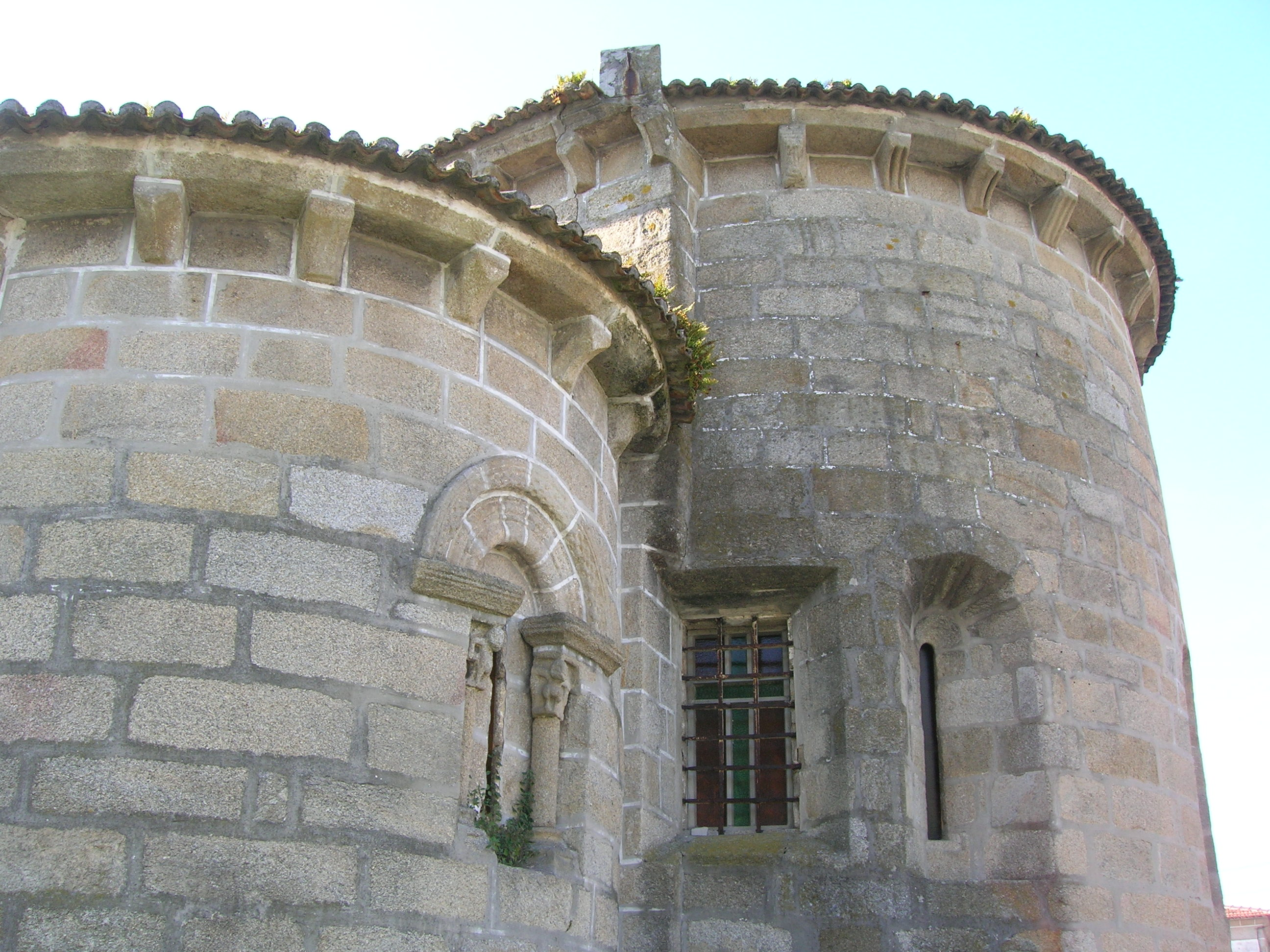
Detalle del ábside.
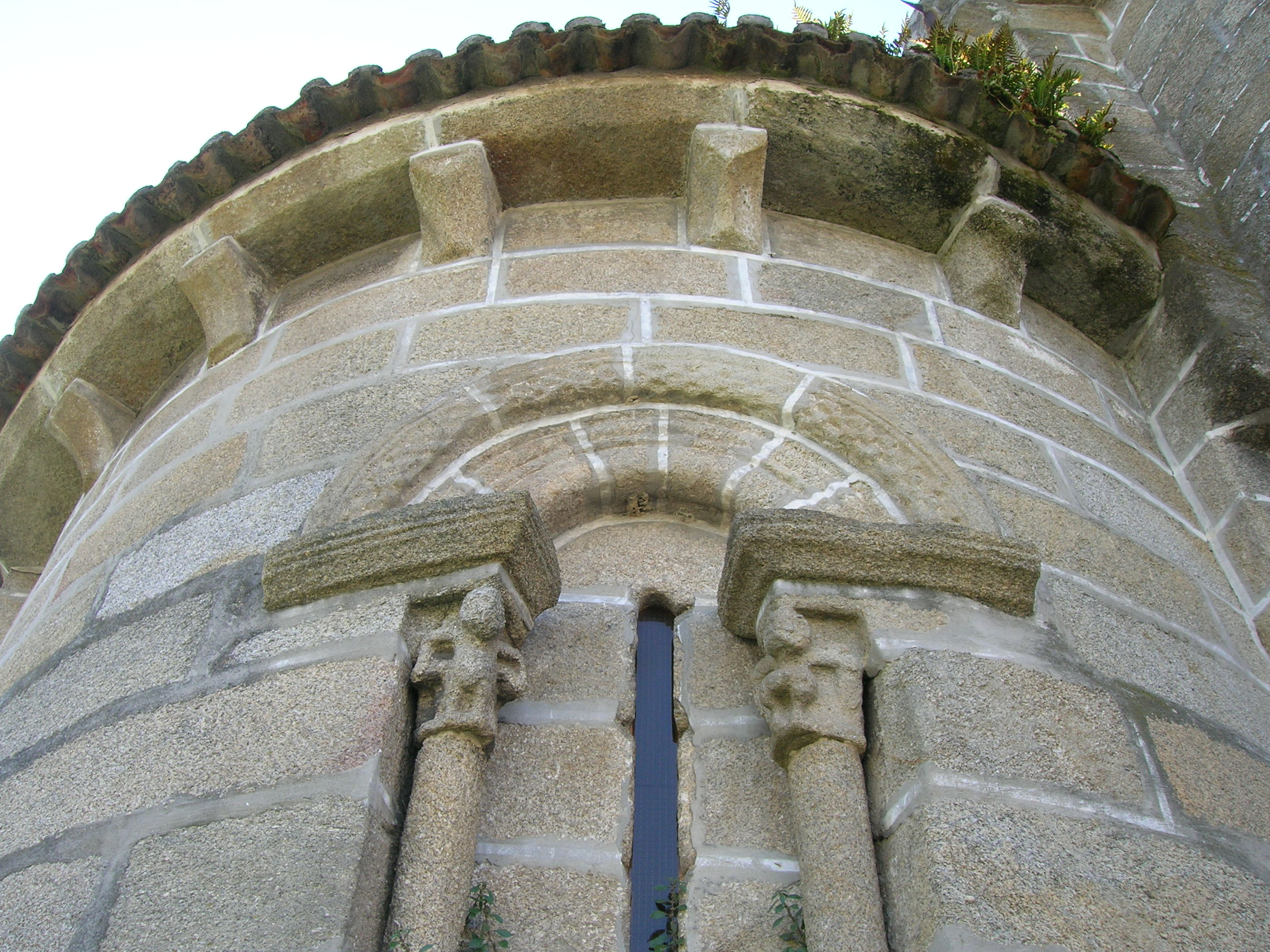
Detalle de la ventana en el ábside.
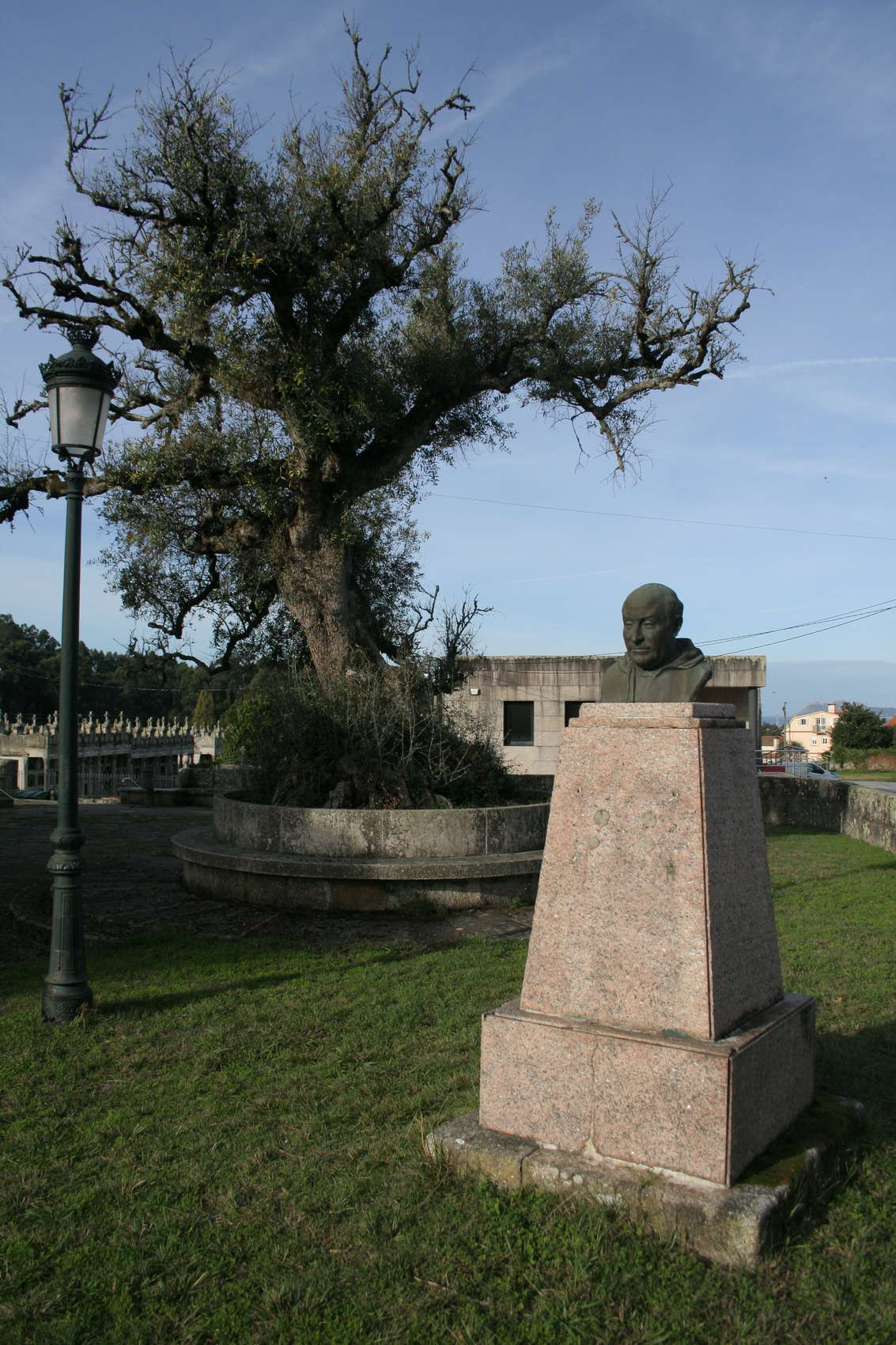
Olivo y monumento al párroco José Rivas González.
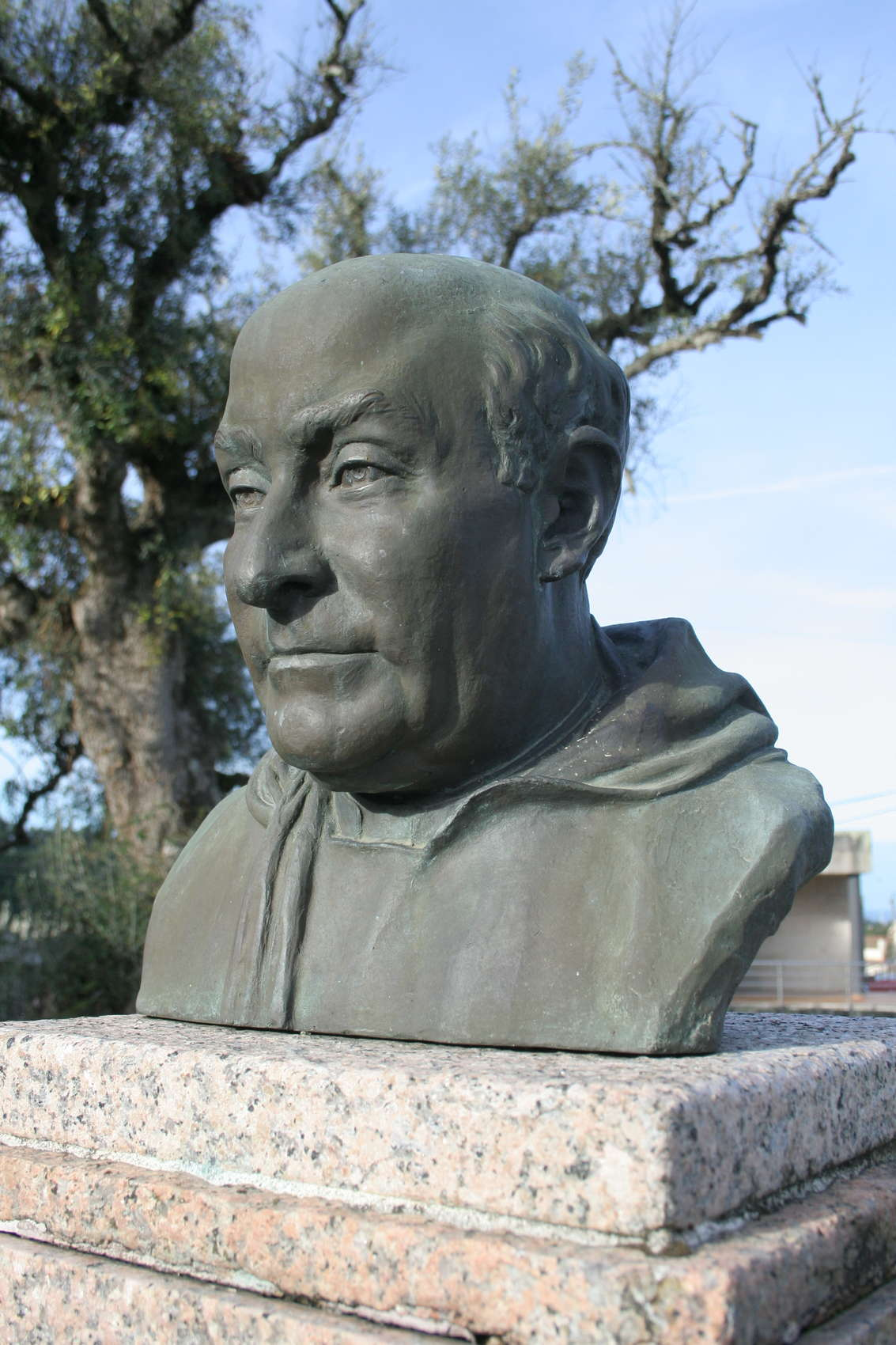
Busto del párroco José Rivas González.